# Gérard de Vaucouleurs
Gérard Henri de Vaucouleurs (ur. 25 kwietnia 1918 w Paryżu, zm. 7 października 1995 w Austin) – francusko-amerykański astronom, badacz galaktyk, autor prawa de Vaucouleursa.

## Życiorys
Urodzony w Paryżu, w 1936 uzyskał stopień licencjata w paryskim Lycee Charlemagne i rozpoczął studia w dziedzinie matematyki, fizyki i astronomii na Sorbonie.
Wiosną 1944 poznał swoją pierwszą żonę, Antoinette, którą poślubił w październiku tego roku, dwa miesiące po wyzwoleniu Paryża. Ich związek był jednocześnie początkiem długiej, wspólnej pracy badawczej – razem opublikowali wyniki ponad 400 badań, 20 książek i 100 artykułów.
Posługując się biegle angielskim prowadził w 1949 cotygodniowy program o nauce w radiu BBC. W latach 1949–51 pracował w Anglii, w 1951-57 w Australii w obserwatorium Mount Stromlo, 1957-58 w Lowell Observatory, a w 1958-60 w obserwatorium Harvarda. W 1960 przeniósł się na University of Texas, gdzie pracował do końca swojej kariery.
W 1986 został członkiem National Academy of Sciences. 29 sierpnia 1987 jego żona, Antoinette, zmarła na szpiczaka mnogiego. W następnym roku poślubił swoją drugą żonę, Elysabeth. W 1988 został uhonorowany nagrodami Henry Norris Russell Lectureship i Prix Jules-Janssen.
Zmarł w wieku 77 lat, w swoim domu w Austin, na zawał serca.

## Dorobek naukowy
De Vaucouleurs zasłynął rozwinięciem sekwencji Hubble’a i kontrowersyjnym na jego czasy postulatem, że stała Hubble’a ma wartość dwukrotnie większą niż 50 km/s/Mpc, podane przez Sandage’a i Tammanna. Z tego tytułu twierdził, że Wszechświat rozszerza się szybciej, przez co jego wiek powinien być szacowany na ok. 10 mld lat, zamiast 20 mld i więcej.
Wielkim dorobkiem de Vaucouleursa były również trzy katalogi Reference Catalogue of Bright Galaxies, przygotowane wraz z żoną (i współpracownikami), zawierające dane dotyczące kilku tysięcy galaktyk. Ich zawartość na nowo poruszyła problem odległości w skali międzygalaktycznej. Sformułował również prawo, wiążące jasność powierzchniową galaktyki eliptycznej z odległością kątową od jej centrum (Prawo de Vaucouleursa).